# 3-тя піхотна дивізія (Велика Британія)
3-тя піхо́тна диві́зія а́рмії Великої Британії (англ. 3rd Infantry Division (United Kingdom) — військове з'єднання Сухопутних військ Великої Британії.
Заснована 18 червня 1809 року за часів Наполеонівських війн. Брала активну участь у Кримській, Першій світовій та Другій Світовій війнах.

Битва при Ватерлоо. Позиція 3-ї дивізії у центрі бойового порядку англійців. 18 червня 1815

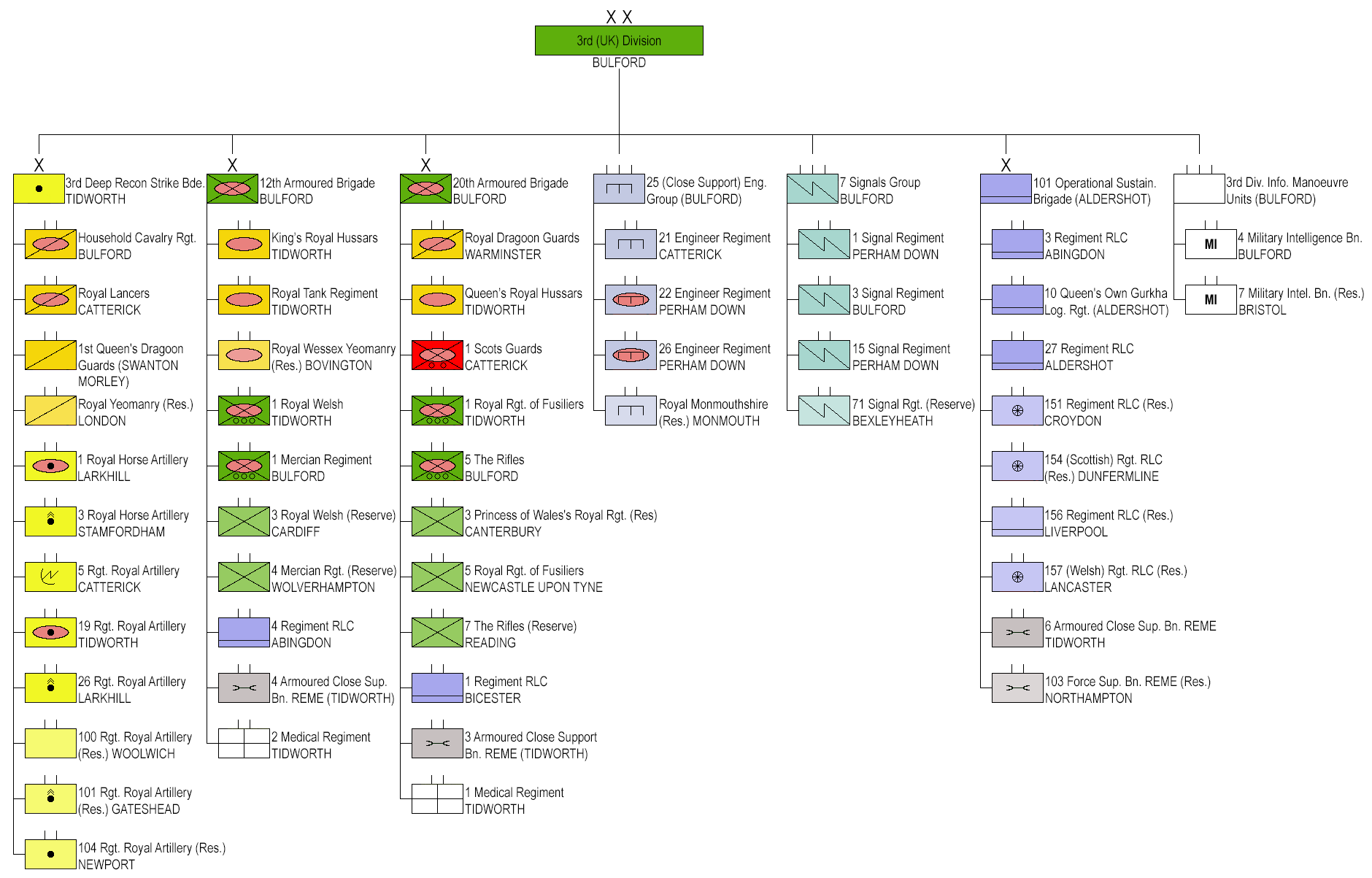
Організаційно-штатна структура 3-ї дивізії, 2024